# Ștefan cel Mare (Argeș)
Ştefan cel Mare é uma comuna romena localizada no distrito de Argeş, na região de Muntênia. A comuna possui uma área de 37.53 km² e sua população era de 2488 habitantes segundo o censo de 2007.